# انتخاب ازهم گسیخته

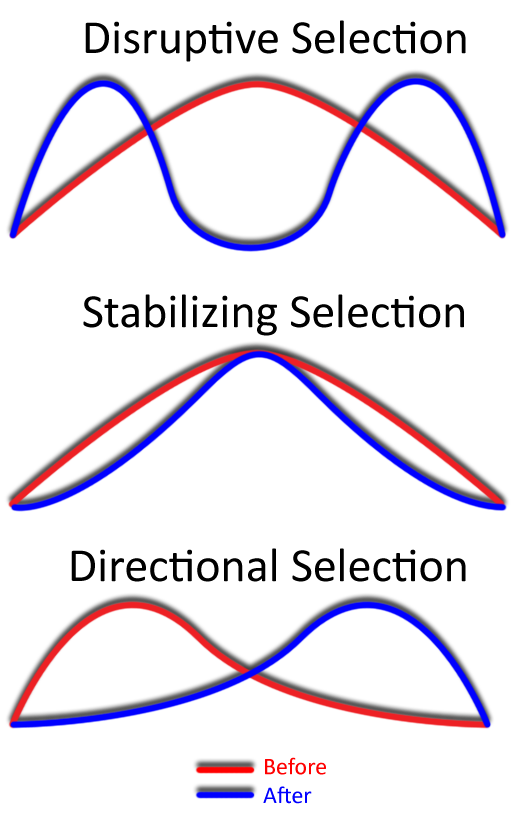
در شکل انواع مختلف انتخاب را می‌بینید

انتخاب ازهم گسیخته یا انتخاب برهم‌زننده (به انگلیسی: Disruptive selection) که نام دیگرش انتخاب تنوع شدن (به انگلیسی: diversifying selection) است، تغییرهایی در ژنتیک جمعیت را شرح می‌دهد که در آن‌ها مقادیر انتهایی برای یک فنوتیپ قابل توجه‌تر از مقادیر میانی هستند. در این مسئله واریانس فنوتیپ افزایش پیدا کرده و جمعیت به دو گروه مجزا تقسیم می‌شود. به نظر می‌رسد که این روند تکامل محرک اجباری برای گونه‌زایی است.

## نمونه
جمعیتی از خرگوش‌ها را فرض کنید که رنگ خزهای آن‌ها شامل دو رنگ غیرغالب سیاه و سفید می‌شود. خزهای سیاه را با B و خز سفید را با b نمایش می‌دهیم. خرگوشی با ژنوتیپ BB دارای فنوتیپ خز سیاه و خرگوشی با ژنوتیپ Bb دارای خز خاکستری (تلفیق خزهای سیاه و سفید خاکستری دیده می‌شود) و ژنوتیپ bb دارای خز سفید است.
اگر این جمعیت خرگوش‌ها را در منطقه‌ای قرار دهیم که سنگ‌های آن یا بسیار سیاه هستند یا بسیار سفید، خرگوش‌های سیاه در میان سنگ‌های سیاه از دید دشمنان در امان خواهند بود و خرگوش‌های سفید هم به‌طور مشابه در میان سنگ‌های سفید. اما خرگوش‌های خاکستری در میان هر دو دسته سنگ نمایان هستند، در نتیجه بیشتر از دیگر خرگوش‌ها در معرض شکار دشمنان خواهند بود.
در نتیجهٔ فشار محیط پیرامونی، جمعیت خرگوش‌ها دستخوش یک انتخاب ازهم گسیخته شده و مقادیر انتهایی یعنی دو فنوتیپ سیاه و سفید انتخاب می‌شوند، نه خاکستری!

## اهمیت
انتخاب برهم‌زننده اهمیت ویژه‌ای در مسائل تکامل دارد به طوری که درگیر یکی از مسائل تکامل به نام مشاهدهٔ جمعیت سهره‌‌ها توسط داروین شده‌است. او مشاهده کرد که گونه‌های فنچ‌ها به قدری به یکدیگر شبیه هستند که ظاهراً از یک گونهٔ یکسان مشتق شده‌اند. هر چند که تغییرات در هم گسیخته‌ای در اندازهٔ منقارشان وجود دارد. به نظر می‌رسد این تغییرات مرتبط با اندازهٔ دانه‌های محل زندگی آن هاست (منقار بزرگ برای دانه‌های بزرگ و منقار کوچک برای دانه‌های کوچک). منقارهای متوسط برای خوردن دانه‌های کوچک و همچنین دانه‌های بزرگ به مشکل برمی‌خورند.
با وجود اینکه انتخاب در هم گسیخته می‌تواند منجر به گونه زایی شود، ولی به اندازهٔ دیگر تغییرهای تکاملی یا انواع گونه‌زایی سریع و مستقیم نیست. این مسئله تا حد زیادی به این دلیل است که انتخاب برهم‌زننده ناپایدارتر از انتخاب هدایتی است (انتخاب هدایتی فقط به سمت طیف انتهایی حرکت می‌کند).
هر چند مثالی که در ادامه ذکر می‌کنیم از لحاظ بیولوژیکی ناممکن می‌باشد اما به لحاظ منطقی آن را بررسی می‌کنیم:
یک انتخاب هدایتی را تصور کنید که منطقهٔ زندگی خرگوش‌ها فقط شامل صخره‌های سیاه می‌شود، پس هرچه خرگوش‌ها سیاه‌تر باشند برای آن‌ها بهتر است. در نهایت تعداد زیادی خرگوش سیاه (تعداد زیادی الل B) و مقدار کمتری خرگوش خاکستری (دارای ۵۰٪ کروموزوم‌های Bو ۵۰٪ کروموزوم‌های b) در جمعیت وجود دارند. در اینجا تعداد بسیار اندکی خرگوش سفید وجود دارد. نهایتاً شرایط به سمتی هدایت می‌شود که کروموزوم‌ها با الل b می‌میرند و رنگ سیاه تنها رنگ ممکن برای خرگوش‌های نسل بعدی خواهد بود. علت این امر این است که هیچ عاملی برای رشد کروموزوم b در جمعیت وجود ندارد، آن‌ها کاهش پیدا کرده و در نهایت می‌میرند.
حال، انتخاب برهم‌زننده را در نظر بگیرید که نتیجهٔ آن تعداد مساوی خرگوش‌های سیاه و سفید و تعداد مساوی کروموزوم‌های B و b است، هر بار که خرگوش سیاه با خرگوش سفید جفتگیری کند، خرگوش خاکستری به وجود می‌آید. پس برای رسیدن به نتیجهٔ «کلیک» نیاز داریم تا خرگوش‌ها را وادار کنیم که با خرگوش هم‌رنگ خود جفتگیری نمایند. در مسئله سهره‌ها این عامل «اجبار» جدایی جغرافیایی بود.